# Licaria chrysophylla
Licaria chrysophylla är en lagerväxtart som först beskrevs av Carl Daniel Friedrich Meisner, och fick sitt nu gällande namn av André Joseph Guillaume Henri Kostermans. Licaria chrysophylla ingår i släktet Licaria och familjen lagerväxter. Inga underarter finns listade i Catalogue of Life.